# Диалекты татарского языка
Диалекты татарского языка — группы народных говоров объединённых набором сходных признаков.

## Основные диалекты
Народно-разговорный татарский язык исследователями чаще всего делится либо на 3, либо на 5 основных диалектов. В последнем случае в языке сибирских татар выделяют три отдельных диалекта татарского языка: тоболо-иртышский, барабинский и томский.
Классификация при выделении в татарском языке трех основных диалектов
- мишарский (западный);
- казанский (средний);
- сибирский (восточный).

Классификация при выделении в татарском языке пяти основных диалектов
- мишарский (западный);
- казанский (средний);
- тоболо-иртышский;
- барабинский;
- томский.

Часть лингвистов считает язык сибирских татар диалектом или группой диалектов татарского языка. Некоторые этнографы придерживаются точки зрения о том, что язык сибирских татар — это отдельный и единый язык.
В XIV—XVI веках на территории Поволжья функционировал золотордынский тюрки́, а с XVII века по начало XX века — старотатарский литературный язык (поволжский вариант языка тюрки́).
Родоначальником современной татарской диалектологической научной школы является выдающийся учёный-тюрколог Г. Х. Ахатов, который первый среди языковедов защитил докторскую диссертацию по восточному диалекту татарского языка в 1965 г. За ним последовали Д. Г. Тумашева, которая защитила докторскую диссертацию по восточному диалекту татарского языка в 1969 г. и др. исследователи.

## Смешанные диалекты
Кроме основных трех диалектов, традиционно выделяются также несколько так называемых «смешанных», к которым относятся: наречие астраханских татар, наречие касимовских татар (занимает промежуточное положение между центральным и западным), наречие тептярей, наречия чепецких татар (Кестымское и Юкаменско-Палагайское наречия) и наречие уральских татар.
Крупный советский лингвист академик АН СССР Б. А. Серебренников подчеркивал, что смешанные диалекты могут возникать не только в зонах непосредственного контактирования двух диалектов. Смешение может быть результатом контактирования диалекта местного населения с диалектом пришельцев или наоборот. В связи с этим ученым приводятся примеры смешанных диалектов и смешанных говоров, в том числе на примере татарского языка.

## Диалектологическая классификация татарского языка
Г. Х. Ахатов первым среди ученых открыл в речи сибирских татар такое явление, как цоканье, которое, по его мнению, было приобретено сибирскими татарами от половцев. В своём труде «Диалект западносибирских татар» (1963) Г. Х. Ахатов представил материалы по территориальному расселению тоболо-иртышских татар в Тюменской и Омской областях. Исследовав фонетическую систему, лексический состав и грамматический строй, учёный пришел к выводу, что язык сибирских татар представляет собой один самостоятельный диалект, он не делится на говоры и является одним из древнейших тюркских языков.
Мишарский диалект Г. Х. Ахатов подразделяет в своей диалектологической классификации на три группы говоров:
- «цокающая» группа говоров;
- «чокающая» группа говоров;
- «смешанная» группа говоров.

По данным Г. Х. Ахатова «смешанная» группа говоров характеризуется почти параллельным употреблением Ч (тч) с ярко выраженным взрывным элементом и Ц, например: "пытчак, пыцак (пычак — нож). Поэтому учёный выделил два говора (кузнецкий и хвалынский) в отдельную группу говоров мишарского диалекта и назвал «смешанной»..